# Tetrapygus niger
Tetrapygus niger is een zee-egel uit de familie Arbaciidae.
De wetenschappelijke naam van de soort werd in 1782 gepubliceerd door Juan Ignacio Molina.